# E83
E83 är en 250 km lång europaväg som går i Bulgarien.

## Sträckning
Bjala - Pleven - Jablanica - Botevgrad - Sofia

## Standard
E83 är mest landsväg, men det finns motorväg (A2) nära Sofia.

## Anslutningar
| - E85 - E772 |  | - E79 gemensam sträcka - E80 |